# M8化学兵器検知紙

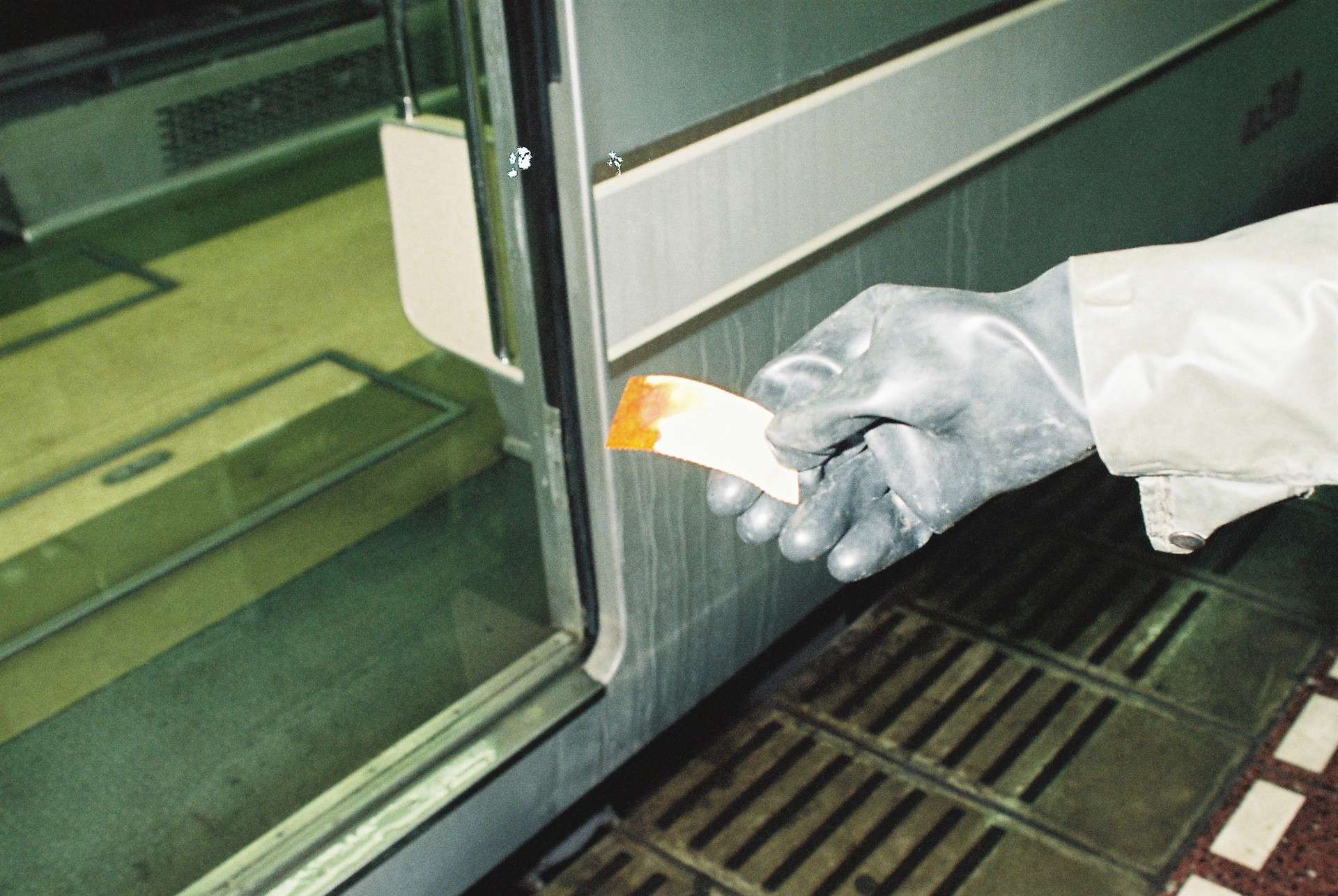
地下鉄サリン事件にて、サリンの陽性反応を示す検知紙。

M8化学兵器検知紙（M8かがくへいきけんちし、英語: M8 Chemical Agent Detector Paper）は化学兵器の検知器剤。アメリカ軍においては、1963年に採用された。
小冊子に束ねられた紙片であり、紙片を切り取り、試験対象の液体に接触させることにより、化学兵器の検知を行う。M8は黄褐色の紙片であるが、液体に触れさせ、それに化学兵器が含まれていた場合は、紙片内の色素が反応し、30秒内に化学剤の種類に合わせて変色する。液体の検知に用いられるものであり、気体の検知には使用できない。また、受動的な使用法として車両や機器の四隅等に付け、化学兵器攻撃の有無を検知する方法もある。
アメリカ軍をはじめ、各国で採用されており、M256化学兵器検知キットの標準備品でもある。

## 検知対象及び変色内容
- 神経剤・G剤(サリン、タブン、ソマン)：■黄色[3]
- 神経剤・V剤(VXガス)：■黒味を帯びた緑色[3]
- びらん剤：■赤色[3]
  - その他の有機溶媒にも反応し、偽陽性を示す場合がある[2][3]。